# Marc Hudy
Marc Hudy (* 1968 in Hannover) ist ein deutscher Jurist. Seit dem 1. Dezember 2017 ist er Präsident der HAWK Hochschule für Angewandte Wissenschaft und Kunst Hildesheim/Holzminden/Göttingen. Zuvor war er dort von März 2007 bis November 2017 Kanzler und hauptberuflicher Vizepräsident.

## Leben
Nach dem Abitur in Hannover 1987 und dem Zivildienst bis 1989 studierte Hudy Rechtswissenschaft an der Universität Hannover. Nach dem Ersten Juristischen Staatsexamen 1994 erarbeitete er als Doktorand am Kriminologischen Forschungsinstitut Niedersachsen eine Studie zum Thema Elektronisch überwachter Hausarrest – Befunde zur Zielgruppenplanung und Probleme einer Implementation in das deutsche Sanktionensystem und war für die Deutsche Vereinigung für Jugendgerichte und Jugendgerichtshilfen tätig. Seine Schwerpunkte lagen hier bei Jugendstrafrecht und Jugendstrafvollzug, kommunaler Kriminalprävention sowie Entstehung, Erscheinungsformen und Prävention von Jugendkriminalität. Von 1996 bis 1998 absolvierte er sein Referendariat beim Oberlandesgericht Celle. Er erwarb das Zweite Juristische Staatsexamen und wurde an der Leibniz Universität Hannover zum Dr. jur. promoviert.
Nach der Promotion wurde Hudy in Hannover als Rechtsanwalt zugelassen und betrieb mit Hartmut Pfeiffer bis 2001 eine Kanzleigemeinschaft. 

In den Jahren von 1995 bis 1999 war Hudy als nebenamtlicher Dozent am Studieninstitut der Allgemeinen Verwaltung des Landes Niedersachsen in Bad Münder (heute Studieninstitut Niedersachsen, SIN) tätig. Von 1998 bis 1999 war er wissenschaftlicher Referent bei der Arbeitsgemeinschaft für Erziehungshilfe in Hannover (AFET) und von 1999 bis 2001 parlamentarischer Referent für Innen- und Rechtspolitik im Niedersächsischen Landtag. 2000 wurde er mit dem Eintritt in den allgemeinen höheren Verwaltungsdienst zum Regierungsassessor ernannt. Von 2001 bis 2004 war er bei der Bezirksregierung Hannover zunächst als Dezernent für Recht, Haushalt, Zuwendungsrecht und EU-Naturschutzrecht tätig, anschließend als stellvertretender Dezernatsleiter der Kommunalaufsicht. Von 2004 bis 2005 war Hudy vom Land Niedersachsen an den Landkreis Schaumburg abgeordnet und leitete dort das Rechtsamt.
2005 wechselte Hudy in das Niedersächsische Ministerium für Inneres und Sport und wurde von dort aus bis 2007 mit der Wahrnehmung der Geschäfte des hauptamtlichen Vizepräsidenten der Niedersächsischen Fachhochschule für Verwaltung und Rechtspflege in Hildesheim beauftragt. Seit seiner Wahl durch den dortigen Senat war Hudy seit März 2007 Kanzler und hauptberuflicher Vizepräsident der HAWK Hochschule für Angewandte Wissenschaft und Kunst Hildesheim/Holzminden/Göttingen. Nach seiner Bestätigung durch den Senat der HAWK wurde er 2013 für eine zweite Amtszeit ernannt, die bis 2021 läuft.
Mit Wirkung zum 1. Januar 2017 wurde Hudy kommissarisch mit der Wahrnehmung der Geschäfte des Präsidenten der HAWK beauftragt. Am 4. Oktober 2017 wurde er vom Senat der HAWK einstimmig zum Präsidenten gewählt, der Hochschulrat stimmte – ebenfalls einstimmig – zu. Daraufhin wurde er durch den niedersächsischen Minister für Wissenschaft und Kultur am 29. November 2017 zum Präsidenten der HAWK ernannt.
Seit 2012 ist Hudy ehrenamtlich Vorsitzender / stellvertretender Vorsitzender der Niedersächsischen Schiedsstelle nach § 78g SGB VIII; seit 2013 ist er zudem stellvertretendes Mitglied der Einigungsstelle nach § 71 des Niedersächsischen Personalvertretungsgesetzes beim Niedersächsischen Ministerium für Wissenschaft und Kultur.
Hudy ist verheiratet, hat einen Sohn und lebt in Hannover.